# 栢木伊久二
栢木 伊久二（かやき いくじ、1960年1月3日 - ）は、日本の実業家。綜合警備保障代表取締役社長。

## 人物・経歴
兵庫県出身。
- 1982年 - 近畿大学卒業。
- 2012年 - 同社執行役員。
- 2015年 - 同社常務執行役員。
- 2017年 - 同社取締役常務執行役員。
- 2018年 - 同社代表取締役専務執行役員。
- 2019年 - 同社代表取締役副社長執行役員。
- 2022年 - 同社代表取締役グループCOO社長執行役員に就任。